# Вуков, Боривой
Боривой Вуков (8 июля 1929, Сента — 1 июля 2010, Белград) — югославский борец классического стиля, чемпион и призёр чемпионатов мира, участник летних Олимпийских игр 1952, 1956 и 1960 годов.

## Биография
На Олимпиаде 1952 года в Хельсинки в первой схватке проиграл советскому спортсмену Борису Гуревичу (ставшему  на этих играх олимпийским чемпионом). В четвёртом круге Вуков проиграл ещё одну схватку представителю ФРГ Хайни Веберу, и, набрав 7 штафных очков, выбыл из дальнейшей борьбы.
| Круг | Соперник        | Страна   | Результат | Основание                    |
| ---- | --------------- | -------- | --------- | ---------------------------- |
| 1    | Борис Гуревич   | СССР     | Поражение | по очкам (3 штрафных балла)  |
| 2    | Бела Кенеж      | Венгрия  | Победа    | Туше (3 штрафных балла)      |
| 3    | Свен Эге Томсен | Дания    | Победа    | по очкам (4 штрафных балла)  |
| 4    | Хайни Вебер     | Германия | Поражение | по очкам (7 штрафных баллов) |

На Олимпиаде 1956 года в Мельбурне также проиграл первую схватку представителю Венгрии Иштвану Баранья. В третьем круге Вуков победил представителя Бельгии Морица Мевиса, но набрал 5 штрафных очков и не смог продолжить участие в соревнованиях.
| Круг | Соперник       | Страна  | Результат | Основание                   |
| ---- | -------------- | ------- | --------- | --------------------------- |
| 1    | Иштван Баранья | Венгрия | Поражение | по очкам (3 штрафных балла) |
| 2    | Бенгт Юханссон | Швеция  | Победа    | по очкам (4 штрафных балла) |
| 3    | Мориц Мевис    | Бельгия | Победа    | по очкам (5 штрафных балла) |

На следующей Олимпиаде в Риме Вуков в четвёртом круге проиграл ставшему на этих играх чемпионом румыну Думитру Пырвулеску, и с 6 штрафными очками завершил борьбу за награды.
| Круг | Соперник           | Страна    | Результат | Основание                    |
| ---- | ------------------ | --------- | --------- | ---------------------------- |
| 1    | Бенгт Фрёнфорс     | Швеция    | Ничья     | 2 штрафных балла             |
| 2    | Франц Буркхард     | Швейцария | Победа    | Туше (2 штрафных балла)      |
| 3    | Георги Москов      | Болгария  | Победа    | по очкам (3 штрафных балла)  |
| 4    | Думитру Пырвулеску | Румыния   | Поражение | по очкам (6 штрафных баллов) |